# 東青梅站
東青梅站（日语：／ Higashi-ōme eki */?）是一個位於東京都青梅市東青梅一丁目，屬於東日本旅客鐵道（JR東日本）青梅線的鐵路車站。

## 車站構造
本站是一地面車站，站房為跨站式站房設計。
本站的管理由JR東日本的子公司JR東日本車站服務負責（業務委託車站）。雖然站內設有自動售票機（其中一台為多功能售票機）與自動驗票機等設備，但本站每天首班車至早上6時30分無人駐守，該段時間乘車的乘客仍須領取乘車站證明書，然後在下車時繳付車費。2005年站內的綠色窗口被關閉，改以售票機處理劃位車票業務。其後售票機於2012年1月26日被廢除，現以多功能售票機代替。

### 月台配置

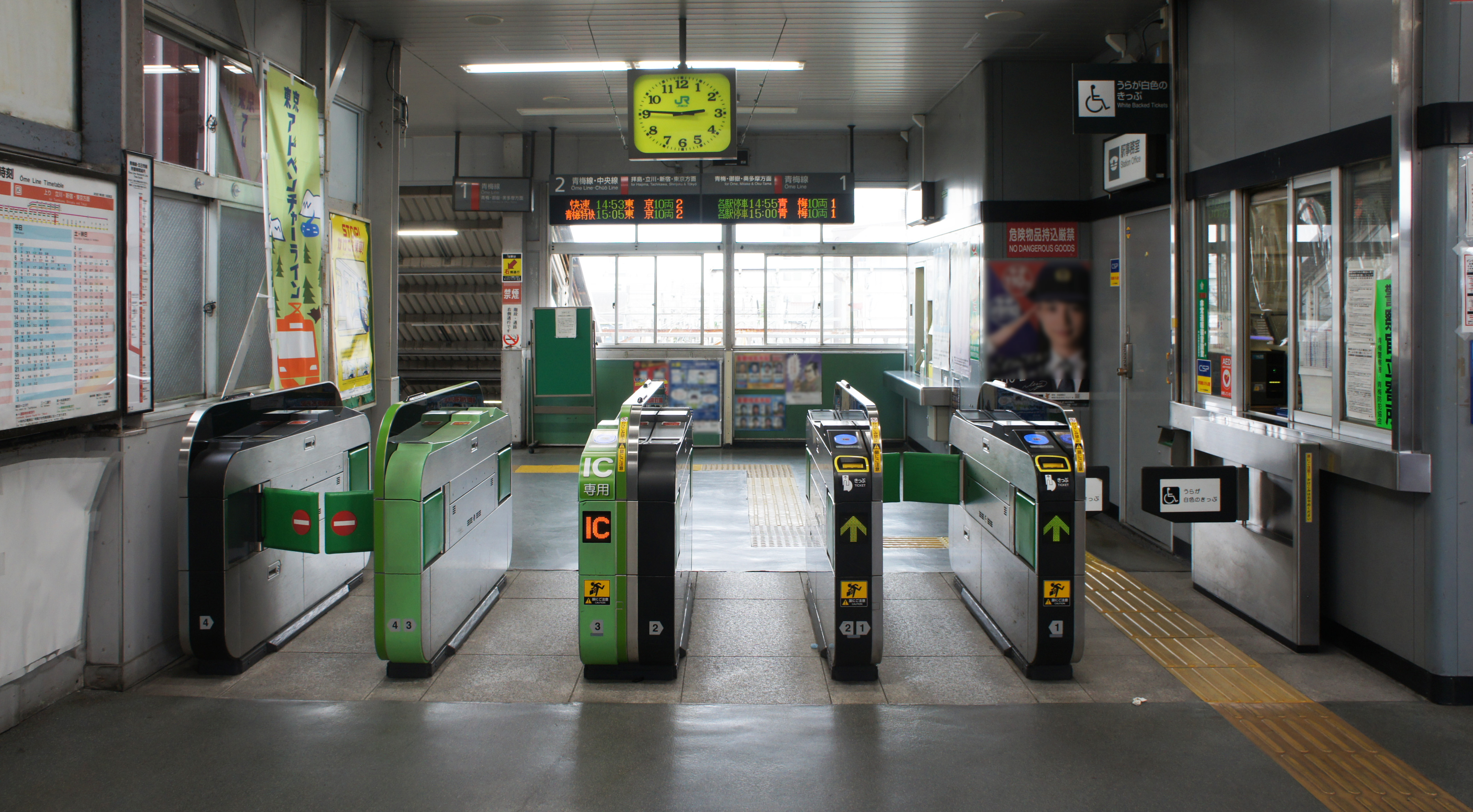
閘口（2021年4月）
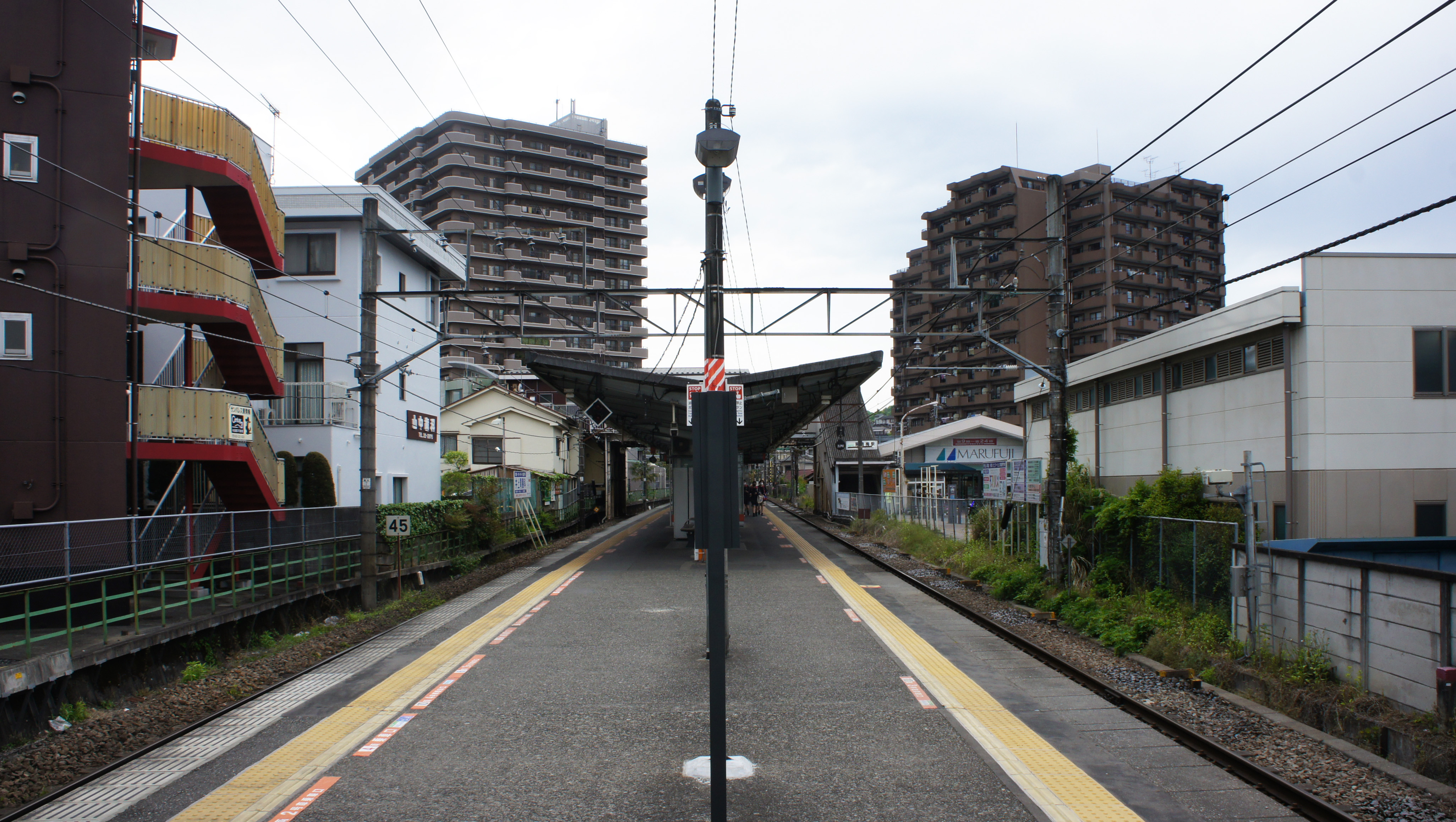
月台（2021年4月）

月台位於地面，為側式月台1面1線，是青梅線複線路段（立川站至本站）和單線路段（本站至終點站奥多摩站）的交界站。
本站月台曾經是島式月台1面2線结构，基於列車交會的需要，列車停靠本站的時間較一般稍長。因青梅線立川–青梅站間導入綠色車廂，本站需要延長月台，以對應12輛編組列車停靠，同時受到附近平交道空間限制，本站無法保持1面2線的結構。因此於2023年5月14日起，本站將複線–單線切換的道岔，由西端（青梅站一側）移至東端（河邊站一側），並將月台改爲1面1線結構，廢除原下行線，上下行列車均停靠原上行線一側。
| 月台           | 路線   | 方向                       | 目的地                 |
| -------------- | ------ | -------------------------- | ---------------------- |
|                | 青梅線 | 下行                       | 青梅、御嶽、奧多摩方向 |
| 青梅線、中央線 | 上行   | 拜島、立川、新宿、東京方向 |                        |

（來源：JR東日本:車站構內圖 （页面存档备份，存于））
- 閘口（2021年4月）
- 月台（2021年4月）

## 使用情況
2019年（令和元年）度的1日平均上車人次為6,493人。
近年的推移如下表。
| 年度               | 1日平均 上車人次 | 來源     |
| ------------------ | ---------------- | -------- |
| 1990年（平成02年） | 6,644            | [ * 1 ]  |
| 1991年（平成03年） | 6,937            | [ * 2 ]  |
| 1992年（平成04年） | 6,989            | [ * 3 ]  |
| 1993年（平成05年） | 6,814            | [ * 4 ]  |
| 1994年（平成06年） | 6,592            | [ * 5 ]  |
| 1995年（平成07年） | 6,478            | [ * 6 ]  |
| 1996年（平成08年） | 6,712            | [ * 7 ]  |
| 1997年（平成09年） | 6,674            | [ * 8 ]  |
| 1998年（平成10年） | 6,616            | [ * 9 ]  |
| 1999年（平成11年） | 6,634            | [ * 10 ] |
| 2000年（平成12年） | 6,719            | [ * 11 ] |
| 2001年（平成13年） | 6,772            | [ * 12 ] |
| 2002年（平成14年） | 6,818            | [ * 13 ] |
| 2003年（平成15年） | 6,852            | [ * 14 ] |
| 2004年（平成16年） | 6,784            | [ * 15 ] |
| 2005年（平成17年） | 6,635            | [ * 16 ] |
| 2006年（平成18年） | 6,686            | [ * 17 ] |
| 2007年（平成19年） | 6,821            | [ * 18 ] |
| 2008年（平成20年） | 6,962            | [ * 19 ] |
| 2009年（平成21年） | 6,864            | [ * 20 ] |
| 2010年（平成22年） | 6,804            | [ * 21 ] |
| 2011年（平成23年） | 6,724            | [ * 22 ] |
| 2012年（平成24年） | 6,782            | [ * 23 ] |
| 2013年（平成25年） | 6,873            | [ * 24 ] |
| 2014年（平成26年） | 6,663            | [ * 25 ] |
| 2015年（平成27年） | 6,726            | [ * 26 ] |
| 2016年（平成28年） | 6,690            | [ * 27 ] |
| 2017年（平成29年） | 6,601            | [ * 28 ] |
| 2018年（平成30年） | 6,557            | [ * 29 ] |
| 2019年（令和元年） | 6,493            |          |
| 2020年（令和2年）  | 5,152            |          |
| 2021年（令和3年）  | 5,449            |          |
| 2022年（令和4年）  | 5,771            |          |
| 2023年（令和5年）  | 6,002            |          |

|}

## 車站週邊
車站週邊的商店、公寓等與住宅混合。
- 丸藤（日语：マルフジ）東青梅店
- 摩斯汉堡
- 麥當勞東青梅店
- 青梅街道
- 舊青梅街道
- 奧多摩街道
- 成木街道
- 秋川街道
- 多摩川
- 青梅郵局
- 東京都立青梅總合高等學校
- 青梅市公所
- 青梅市教育中心
- 青梅市福利中心
- 青梅市健康中心
- 青梅市觀光協會
- 青梅信用金庫本店
- 青梅市銀人材中心
- 公共職業安定所青梅 （青梅職安）
- 東青梅中心大廈
- 虎柏神社

### 公車路線
最近的公車站是在南出入口站前廣場，東青梅車站的北口在舊青梅街道上，標示為東青梅車站北口、東青梅車站。以下所連接的公車路線，是由東京都交通局、西武客運經營。
東青梅站前
- 梅74甲・乙系統：裡宿町行、成木市民中心循環
- 梅76甲・乙系統：裡宿町行、上成木行
- 梅77丁系統：河邊駅南口行、青梅站前行
- 梅77丙系統：青梅站前行

東青梅站北口（都營）、東青梅站（西武）
- 梅70系統：青梅站前行、西武柳沢站前行
- 梅74甲・乙系統：裡宿町行、成木市民中心循環
- 梅76甲・乙系統：裡宿町行、上成木行
- 入市31系統：入間市站行
- 飯41系統：河邊站南口行、飯能站南口行

## 歷史
- 1932年（昭和7年）10月1日－青梅電氣鐵道的東青梅停留場開業。僅有客運業務。
- 1944年（昭和19年）4月1日－青梅電氣鐵道戰時收買私鐵指定國有化，成為日本國有鐵道（日本國鐵）青梅線的東青梅車站。
- 1945年（昭和20年）7月29日－停靠本站的列車受到美國軍機的攻擊。
- 1964年（昭和39年）3月－跨站式站房完成。
- 1982年（昭和57年）11月15日－月台延長至足夠10輛編組列車停靠的長度。
- 1987年（昭和62年）4月1日－國鐵分割民營化，本站由JR東日本接手經營。
- 2001年（平成13年）11月18日－JR東日本智能卡系統Suica啟用。
- 2005年（平成17年）3月25日－本站綠色窗口被關閉，改設售票機。
- 2012年（平成24年）1月26日－停用售票機，由多功能售票機代替。
- 2023年（令和5年）5月14日－爲配合月台延長，進行線路切換工程，本站月台改爲1面1綫[2]。

## 相鄰車站
東日本旅客鐵道
 青梅線 
■通勤特快、■青梅特快、■通勤快速、■快速、■各站停車（所有列車在青梅線內均為各站停車） 
河邊（JC 60）－東青梅（JC 61）－青梅（JC 62）

### 使用情況
1. ↑  東京都統計年鑑 （页面存档备份，存于） - 東京都
2. ↑  青梅市の統計 （页面存档备份，存于） - 青梅市

JR東日本2000年度以後的上車人次
1. ↑  各駅の乗車人員（2000年度） （页面存档备份，存于） - JR東日本
2. ↑  各駅の乗車人員（2001年度） （页面存档备份，存于） - JR東日本
3. ↑  各駅の乗車人員（2002年度） （页面存档备份，存于） - JR東日本
4. ↑  各駅の乗車人員（2003年度） （页面存档备份，存于） - JR東日本
5. ↑  各駅の乗車人員（2004年度） （页面存档备份，存于） - JR東日本
6. ↑  各駅の乗車人員（2005年度） （页面存档备份，存于） - JR東日本
7. ↑  各駅の乗車人員（2006年度） （页面存档备份，存于） - JR東日本
8. ↑  各駅の乗車人員（2007年度） （页面存档备份，存于） - JR東日本
9. ↑  各駅の乗車人員（2008年度） （页面存档备份，存于） - JR東日本
10. ↑  各駅の乗車人員（2009年度） （页面存档备份，存于） - JR東日本
11. ↑  各駅の乗車人員（2010年度） （页面存档备份，存于） - JR東日本
12. ↑  各駅の乗車人員（2011年度） （页面存档备份，存于） - JR東日本
13. ↑  各駅の乗車人員（2012年度） （页面存档备份，存于） - JR東日本
14. ↑  各駅の乗車人員（2013年度） （页面存档备份，存于） - JR東日本
15. ↑  各駅の乗車人員（2014年度） （页面存档备份，存于） - JR東日本
16. ↑  各駅の乗車人員（2015年度） （页面存档备份，存于） - JR東日本
17. ↑  各駅の乗車人員（2016年度） （页面存档备份，存于） - JR東日本
18. ↑  各駅の乗車人員（2017年度） （页面存档备份，存于） - JR東日本
19. ↑  各駅の乗車人員（2018年度） （页面存档备份，存于） - JR東日本
20. ↑  各駅の乗車人員（2019年度） （页面存档备份，存于） - JR東日本
21. ↑  各駅の乗車人員（2020年度） （页面存档备份，存于） - JR東日本
22. ↑  各駅の乗車人員（2021年度） （页面存档备份，存于） - JR東日本
23. ↑  各駅の乗車人員（2022年度） （页面存档备份，存于） - JR東日本
24. ↑  各駅の乗車人員（2023年度） （页面存档备份，存于） - JR東日本

東京都統計年鑑
1. ↑  .   [2020-07-29]. （原始内容存档于2016-03-05）.
2. ↑  .   [2020-07-29]. （原始内容存档于2016-03-05）.
3. ↑  .   [2011-08-16]. （原始内容存档于2013-08-15）.
4. ↑  .   [2011-08-16]. （原始内容存档于2013-02-03）.
5. ↑  .   [2011-08-16]. （原始内容存档于2013-02-03）.
6. ↑  .   [2011-08-16]. （原始内容存档于2013-02-03）.
7. ↑  .   [2011-08-16]. （原始内容存档于2013-02-03）.
8. ↑  .   [2011-08-16]. （原始内容存档于2016-03-04）.
9. ↑  東京都統計年鑑（平成10年）PDF
10. ↑  東京都統計年鑑（平成11年）PDF
11. ↑  .   [2017-12-10]. （原始内容存档于2016-03-04）.
12. ↑  .   [2017-12-10]. （原始内容存档于2016-03-04）.
13. ↑  東京都統計年鑑（平成14年）[永久][]
14. ↑  東京都統計年鑑（平成15年）[永久][]
15. ↑  東京都統計年鑑（平成16年）[永久][]
16. ↑  東京都統計年鑑（平成17年）[永久][]
17. ↑  東京都統計年鑑（平成18年）[永久][]
18. ↑  東京都統計年鑑（平成19年）[永久][]
19. ↑  東京都統計年鑑（平成20年）[永久][]
20. ↑  .   [2017-12-10]. （原始内容存档于2016-03-26）.
21. ↑  .   [2017-12-10]. （原始内容存档于2016-03-27）.
22. ↑  .   [2017-12-10]. （原始内容存档于2016-03-25）.
23. ↑  .   [2017-12-10]. （原始内容存档于2016-03-27）.
24. ↑  東京都統計年鑑（平成25年）[永久][]
25. ↑  .   [2017-12-10]. （原始内容存档于2017-07-30）.
26. ↑  .   [2017-12-10]. （原始内容存档于2018-11-09）.
27. ↑  .   [2020-07-29]. （原始内容存档于2019-05-02）.
28. ↑  .   [2020-07-29]. （原始内容存档于2019-12-03）.
29. ↑  .   [2020-07-29]. （原始内容存档于2020-08-04）.

## 外部連結
- 車站資訊（東青梅）：東日本旅客鐵道

35°47′23.82″N 139°16′20.27″E / 35.7899500°N 139.2722972°E